# The Fixx
The Fixx es una banda de rock formada en Londres en 1979. Sus éxitos incluyen "One Thing Leads to Another", "Saved by Zero", "Are We Ourselves?" y "Secret Separation", canciones que lograron ingresar en el Top 20 de los Estados Unidos. También obtuvieron rotación continua en el canal MTV los vídeoclips de las canciones "Red Skies" y "Stand Or Fall". Su sonido está enmarcado en el new wave, influenciado por clásicos del género como la agrupación inglesa Roxy Music.
Sus ventas totales hasta el año 2015 están estimadas en 18 millones de copias .

## Integrantes

### Actuales
- Cy Curnin - voz (1979-presente)
- Adam Woods - batería (1979-presente)
- Rupert Greenall - teclados (1979-presente)
- Jamie West-Oram - guitarra (1980-presente)
- Dan K. Brown - bajo (1983-1994, 2008-presente)

## Discografía
- Shuttered Room (1982)
- Reach the Beach (1983)
- Phantoms (1984)
- Walkabout (1986)
- Calm Animals (1988)
- Ink (1991)
- Elemental (1998)
- 1011 Woodland (1999)
- Want That Life (2003)
- Beautiful Friction (2012)
- Every Five Seconds (2023)